# Rétorománština
Rétorománština, také románština (rétorománsky rumantsch/romontsch/rumauntsch, německy Rätoromanisch) je počtem mluvčích velmi malý jazyk, jímž hovoří asi 0,5 % obyvatel Švýcarska, především v kantonu Graubünden (rétorománsky Grischun). Je jedním z úředních jazyků tohoto kantonu (spolu s němčinou a italštinou) a od roku 1999 jedním ze čtyř úředních jazyků Švýcarské konfederace, předtím od roku 1938 národní řeč. Status úředního jazyka však má pouze ve styku s rétorománsky mluvícími obyvateli Graubündenu. Jako svůj hlavní jazyk ji v roce 2000 uvedlo 0,5 % obyvatel konfederace, 35 095 mluvčích.
Dle statistiky z roku 2019 používalo rétorománštinu jako svůj primární jazyk 40 074 obyvatel Švýcarska. Při sčítání roku 2017 uvedlo rétorománštinu jako svůj hlavní jazyk 28 698 obyvatel kantonu Graubünden (14,7 % obyvatel kantonu). Skutečný počet mluvčích, ovládajících tento jazyk, je však díky značnému počtu bilingvních obyvatel kantonu vyšší.
Rétorománština patří k rétorománským jazykům, podskupině románských jazyků, spolu s dolomitskou ladinštinou a s furlanštinou. Zda tyto jazyky tvoří samostatnou genetickou jednotku, tj. zda je rétorománština geneticky příbuznější dolomitské ladinštině a furlanštině než všem ostatním románským jazykům, nebylo dosud v lingvistickém výzkumu rozhodnuto.
Jazykovědci rétorománštinu dělí do 5 hlavních skupin, jakýchsi nářečí či „idiomů“: sursilvan, sutsilvan, surmiran, vallader a putér, do kterých shrnují další nářečí. Snahy o utvoření jednotného spisovného jazyka, tzv. Rumantsch Grischun, zatím nevedly k úspěchu.

## Zařazení a etymologie názvu

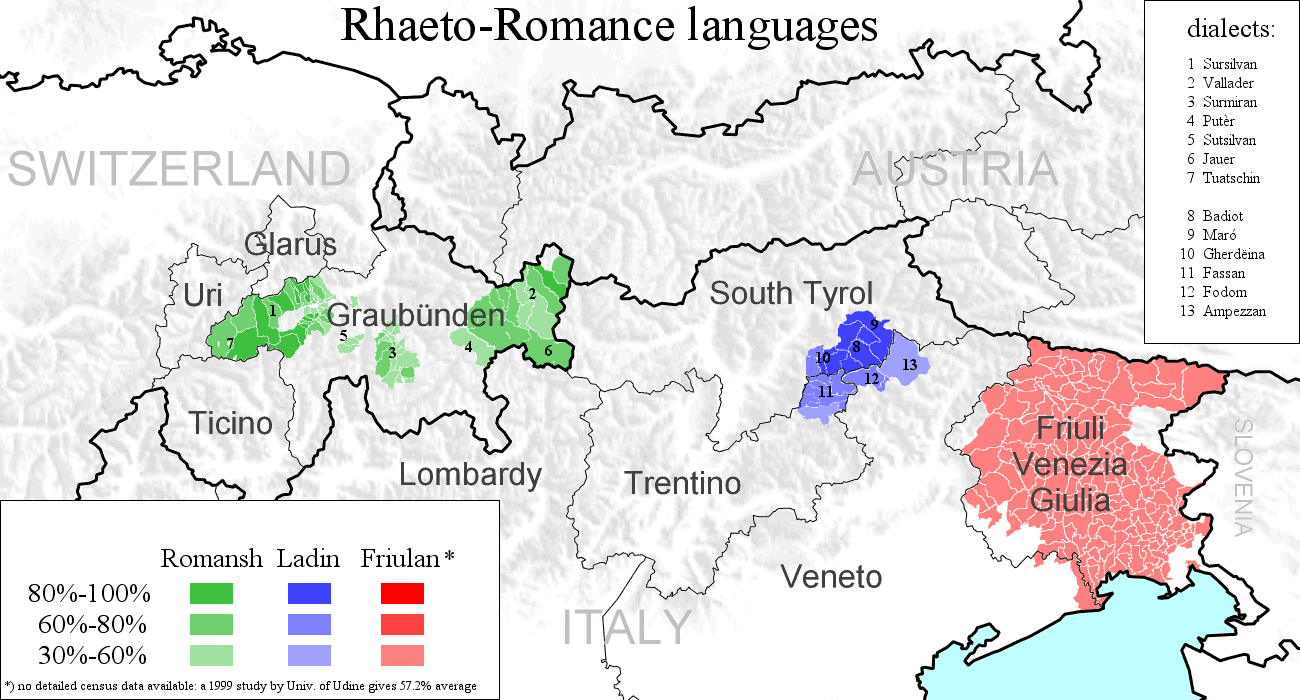
Rétorománské jazyky

Vzájemný vztah graubündenské rétorománštiny, dolomitské ladinštiny a furlanštiny je v jazykovědě sporný. Označení jsou odpovídajícím způsobem nekonzistentní.
Ve Švýcarsku se ve spolkové ústavě, v ústavě kantonu Graubünden a v zákonech hovoří o skupině románských idiomů, které se ve Švýcarsku používají, jako o rétorománštině (Rätoromanisch nebo Romanisch). Naproti tomu jazykovědci obvykle označují skupinu těchto idiomů specificky jako (grau)bündenskou románštinu (Bündnerromanisch). Termín rétorománština je jazykovědci používán nejednotně a někteří ho dokonce zcela odmítají.
Paralelní používání různých termínů je známo i v samotné graubündenské rétorománštině a jejích textech: rétorománská kulturní organizace Societad Retorumantscha, založená v roce 1885, nese ve svém názvu „rétorománština“ (Retorumantsch), rétorománský slovník Dicziunari Rumantsch Grischun, založený v roce 1904, „(grau)bündenská románština“ (Rumantsch Grischun) a Lia Rumantscha, organizace zastřešující rétorománské jazykové spolky a založená v roce 1919, „románština“ (Rumantsch). V souladu se zvyklostmi je běžné podstatné jméno rumantsch (případně romontsch, rumauntsch, rumàntsch).

## Oblast použití

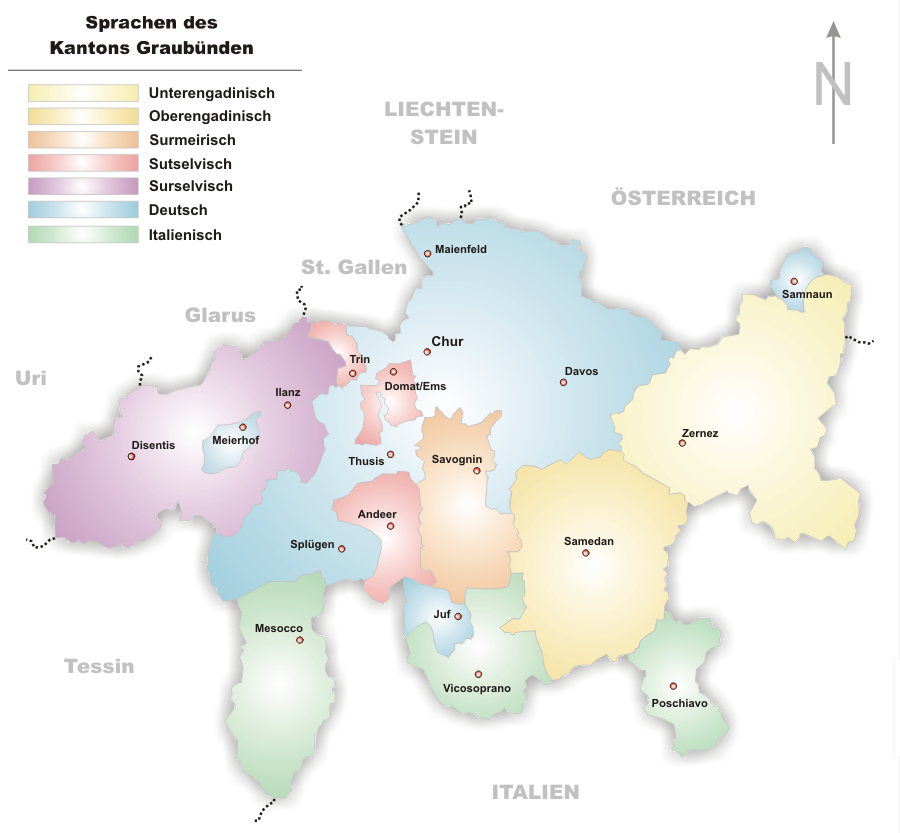
Hlavní jazyky kantonu Graubünden, včetně idiomů rétorománštiny: Surselvisch = sursilvan, Sutselvisch = sutsilvan, Surmeirisch = surmiran, Oberengadinisch = putér, Unterengadinisch = vallader

Při sčítání lidu ve Švýcarsku v roce 1990 uvedlo 66 356 osob rétorománštinu jako pravidelně používaný jazyk, z toho 39 632 osob ji označilo za svůj hlavní jazyk. V roce 2000 uvedlo rétorománštinu jako svůj hlavní jazyk pouze 35 095 osob.
Vzhledem k dřívější odlehlosti mnoha míst a údolí v kantonu Graubünden se vyvinuly různé dialekty, které lze rozdělit do pěti skupin. Každá z těchto pěti nářečních skupin si vytvořila vlastní spisovný jazyk („idiom“), který je kompromisem mezi různými místními a regionálními dialekty.
- Sursilvan: rozšířený v údolí Předního Rýna a jeho bočních údolích (v Tujetsch a údolí Val Medel s obcí Medel (Lucmagn) se mluví subdialektem tuatschin) a pouze v psané podobě v okrese Imboden (Il Plaun) s obcemi Domat/Ems, Rhäzüns (Razén), Bonaduz a Trin (místní nářečí posledně jmenovaných obcí patří k dialektu sutsilvan).
- Sutsilvan: mluví se a píše se jím v oblastech Zadního Rýna, konkrétně v horských oblastech Domleschg (Tumleastga) a Heinzenberg (Mantogna), dále v Schams (Schons, obec Muntogna da Schons) a v údolí Val Ferrera (obec Ferrera), navíc se jím mluví v okrese Imboden.
- Surmiran: rozšířený v údolí Albulatal (obec Albula/Alvra), v obci Vaz/Obervaz a v oblasti Oberhalbstein (Sursès, obec Surses), v obci Bergün/Bravuogn používán pouze v mluvené formě (bargunsegner).
- Putér: mluví se a píše jím v Horním Engadinu, v psané formě se vyskytuje také v Bergünu, kde se však mluví místním dialektem patřícím k dialektu surmiran (viz výše).
- Vallader: rozšířený v Dolním Engadinu, ve Val Müstair pouze v psané formě (jinak se zde mluví idiomem jauer).

## Historie

Historické rozšíření rétorománštiny

Oblast, kde se dnes mluví rétorománštinou, byla původně osídlena Kelty a pravděpodobně jen na samém východě Graubündenu i Réty. Zařazení Rétů a jejich jazyka je nejisté. Předpokládá se však, že jazyk Rétů nebyl indoevropský. Vzhledem k fragmentárnímu přenosu rétorománštiny lze jen stěží učinit jistější tvrzení.
Tyto národy si během alpského tažení v roce 15 př. n. l. podrobili Římané, kteří do podrobených oblastí přinesli latinu (především v podobě hovorové vulgární latiny).
Není jisté, jak rychle následovala romanizace. Na konci starověku byly původní předřímské jazyky podle nepřesvědčivých výsledků jazykovědného bádání zřejmě prakticky zaniklé a v rétorománštině zůstalo jen několik substrátových slov. Jedná se především o pojmy typické pro Alpy z oblasti flóry a fauny a označení terénu, například (a)gnieu „orlí hnízdo“, crap „kámen“, grusaida „alpská růže“, izun „borůvka“ či schember „kamenná borovice“.
Od 8./9. století se oblast dostala pod vliv germánských jazyků. Postupem času se úředním jazykem stále více stávala němčina; rétorománština byla v té době opovržlivě považována za „selský jazyk“. O tom, že se rétorománštinou kdysi hovořilo na mnohem větším území, svědčí mimo jiné řada románských názvů a výpůjček v dnes německy mluvících kantonech Glarus a St. Gallen. Ukazují, že až do vrcholného středověku, a zčásti i déle, byla jazyková hranice na severozápadě až v oblasti Gasterland (na jihovýchodě kantonu St. Gallen v okolí dnešních obcí Benken a Amden), a tak celá oblast okolo jezera Walensee (pojmenování Walen- souvisí se slovem Welsch) mluvila také rétorománštinou. Na severovýchodě sahala rétorománská jazyková oblast kolem roku 700 až k Bodamskému jezeru a kolem roku 1100 až k takzvanému Hirschensprungu u Rüthi v údolí Rýna u St. Gallenu. Rozsáhlé oblasti ve Vorarlbersku a v Západním Tyrolsku (údolí Oberinntal, Vinschgau) byly dříve také rétorománské. Oblasti, v jejichž místních jménech se dosud nepřechyluje první slabika (např. (Bad) Ragaz, Sargans, Vaduz (z latinského aquaeductus,  „vodovod“), Montafon, Tschagguns a Galtür), byly poněmčeny nejpozději (ne dříve, než v 11. století).
První známé románské dokumenty byly překlady latinských kázání. Prvním známým literárním dílem je píseň Chanzun da la guerra dal Chastè da Münsch, kterou v roce 1527 napsal Gian (Johann) Travers z Engadinu. V 700 verších popisuje válku o pevnost Musso u Comského jezera v letech 1525–1526, která vešla do dějin jako tzv. Musserská válka. Skutečné spisovné jazyky v různých idiomech se objevily až v době reformace. Hlavním důvodem, proč se nevyvinul jednotný spisovný jazyk pro všechny idiomy a proč rétorománština stále více ztrácela na úkor němčiny, byla neexistence intelektuálně-politického centra rétorománštiny. Město Chur, které jako jediné přicházelo v úvahu pro takovou funkci, se jako biskupské sídlo dostalo brzy pod německý vliv a od 15. století bylo pouze německojazyčné. Teprve v nedávné době, tj. od počátku 20. století, se zde v důsledku stěhování Rétů do hlavního města mohlo znovu rozvinout centrum rétorománštiny a rétorománské kultury. Tento vývoj jde ruku v ruce s rostoucím rozvojem povědomí o rétorománštině, které před 19. stoletím ještě do značné míry chybělo.
Název rétorománština poprvé použil na konci 19. století romanista Theodor Gartner, který jej uvedl v názvu své Raetoromanische Grammatik z roku 1883 a Handbuch der rätoromanischen Sprache z roku 1913; od počátku tak označoval celek rétorománských jazyků. Název je odvozen od římské provincie Raetia, která však zahrnovala mnohem větší území, než byl areál podmaněných Rétů, kteří podle současných výzkumů žili pouze na samém východě současného kantonu Graubünden, konkrétně v Dolním Engadinu a údolí Münstertal (Val Müstair).
Ve středověku nazývali německy mluvící obyvatelé Graubündenu rétorománštinu Churwalsch, či Churwelsch, tedy „welschský jazyk, kterým mluví obyvatelé Churu nebo diecéze Chur“. V 16. století Martin Luther výslovně označil slovo „Kauderwelsch“ jako Churwelsch. 

### Moderní historie

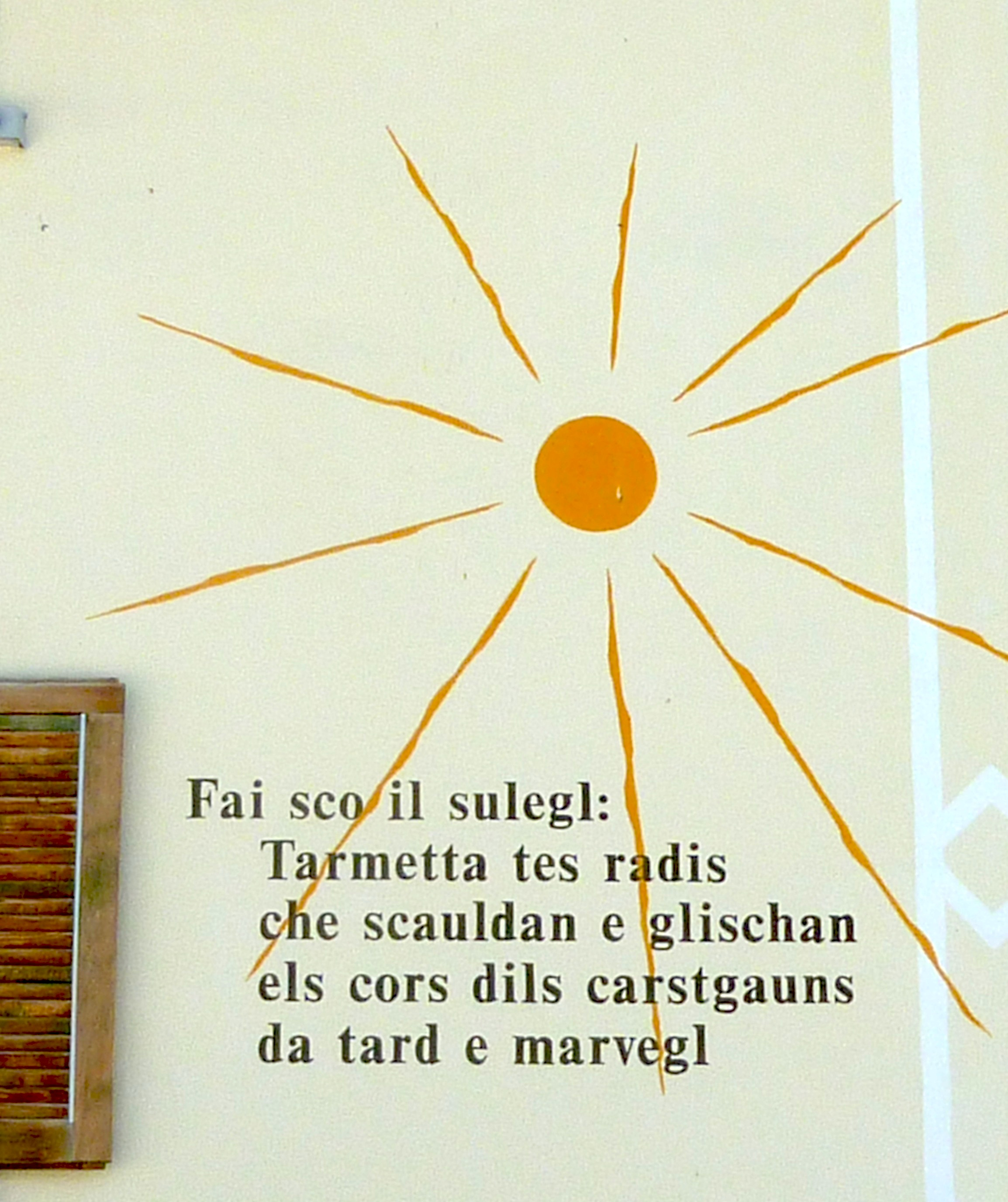
Rétorománský nápis na domě v obci Sagogn (region Surselva)

Po sjednocení Itálie v roce 1861 byly vzneseny požadavky na začlenění všech území, která byla zcela nebo zčásti obydlena italsky mluvícím obyvatelstvem nebo která ležela jižně od hlavního hřebene Alp, do nového italského národního státu (italský iredentismus). Toto hnutí zesílilo po skončení první světové války, kdy Itálie nedostala všechna území, která jí byla přislíbena v Londýnské smlouvě z roku 1916. To se dotklo i Švýcarska: italská alpská údolí a rétorománská území v kantonech Ticino a Graubünden měla připadnout Itálii. Z italské strany nebyla rétorománština považována za samostatný jazyk, ale za dialekt lombardštiny, a tedy z jazykového hlediska za jazyk patřící do Itálie. K dalšímu zintenzivnění iredentistických snah došlo za italské fašistické vlády. 21. června 1921 Benito Mussolini ve svém projevu poznamenal, že státní sjednocení Itálie bude dokončeno teprve tehdy, až bude Ticino patřit Itálii. Rétorománské menšině bylo tvrzeno, že jejich jazykové a kulturní charakteristiky jsou ohroženy vytlačením německy mluvící většinou a že jedinou ochranu před tímto „pangermanismem“ představuje jejich začlenění do Italské říše.
Pokus Itálie vrazit klín mezi jazykovou většinu a menšiny ve Švýcarsku pomocí iredentistické propagandy selhal. Jak obyvatelé Ticina, tak Rétové se kulturně považovali za Švýcary, a tedy za občany Švýcarské konfederace. Aby byl jednou provždy zastaven další italský vliv, byla rétorománština 20. února 1938 jasnou většinou 91,6 % hlasů povýšena na čtvrtý národní jazyk. V číslech se pro čtvrtý národní jazyk vyslovilo 574 991 voličů, proti bylo 52 827 voličů. Rétorománština však získala status úředního jazyka ve styku s románsky mluvícím obyvatelstvem až v referendu o revizi jazykového článku spolkové ústavy z 10. března 1996.

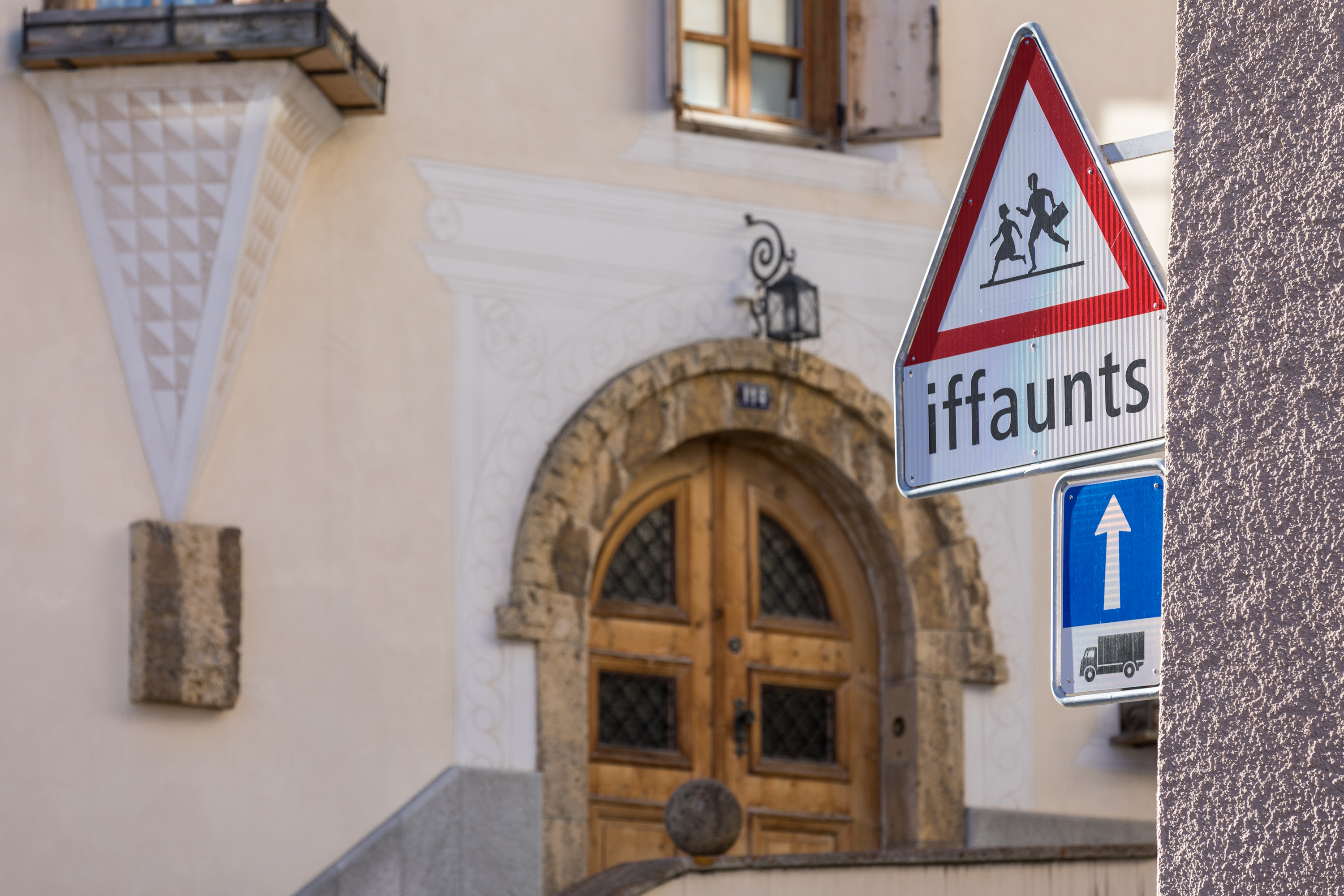
Dopravní značka v rétorománštině (obec Zuoz, Horní Engadin)

Po vypuknutí druhé světové války bylo jeho nové postavení jako národního jazyka okamžitě podrobeno zkoušce. V rámci cenzurních opatření byly pro telekomunikaci ve Švýcarsku povoleny pouze čtyři národní jazyky a pro komunikaci se zahraničím tři úřední jazyky a angličtina. Ne vždy to však šlo hladce. Stávalo se například, že telefonní hovory vedené v rétorománštině byly přerušovány odposlechem telefonních operátorů. Vzhledem k tomu, že se nejednalo o ojedinělé případy, které by zpochybňovaly platnost označení národního jazyka, došlo k menšímu skandálu. Celá záležitost nabrala na obrátkách, když rétorománské noviny Fögl Ladin několikrát informovaly o takových přerušeních a dokonce vznesly otázku, zda je vůbec dovoleno telefonovat v rétorománštině. Tyto obavy vyvrcholily, když byl národní rada Hans Konrad Sonderegger vyrušen v osobním rozhovoru se svou ženou a bylo s ním zacházeno jako s „cizím informátorem“. V důsledku toho se Sonderegger 5. prosince 1941 obrátil na Spolkovou radu s dotazem a návrhem, aby bylo v budoucnu zaručeno svobodné telefonování v rétorománštině. Důvody přerušení rétorománských telefonátů pak byly snadno nalezeny: buď chyběli zaměstnanci, kteří by jazyk znali natolik, aby byli schopni v případě potřeby naslouchat, nebo zaměstnanci nebyli dostatečně proškoleni, aby rétorománštinu jako čtvrtý státní jazyk vůbec rozpoznali.
V souvislosti s uznáním rétorománštiny jako národního jazyka kanton Graubünden v roce 1943 přejmenoval řadu obcí a jejich částí. Změny schválila Spolková rada 12. října 1943. Částečně byla nahrazena dříve německá jména jmény rétorománskými, částečně byla zavedena dvojí jména. Například z Kästris se stal Castrisch a z Fetan Ftan; příklady oficiálních dvojích jmen jsou Bergün/Bravuogn a Domat/Ems.

## Rozšíření v moderní době

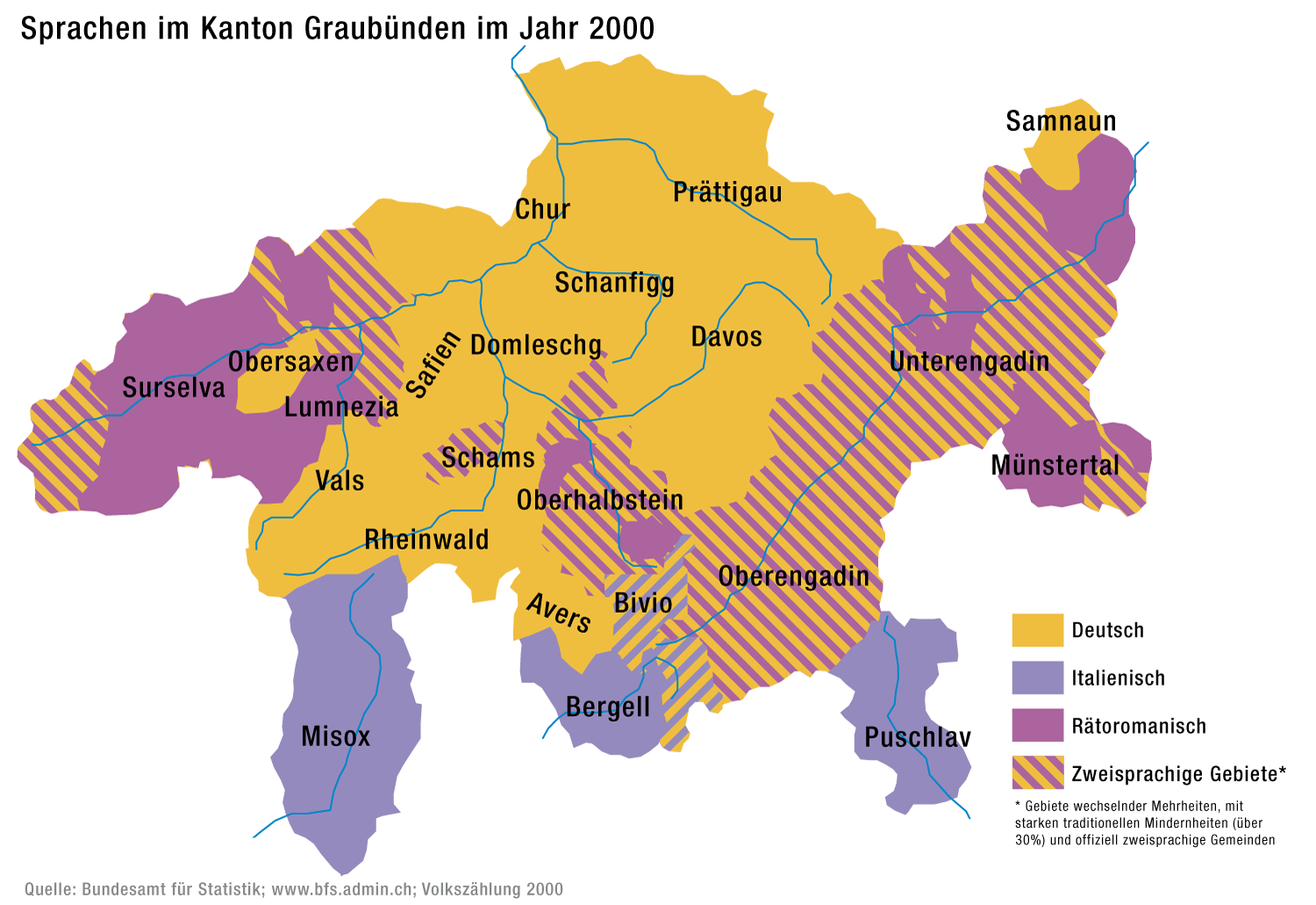
Jazyková mapa kantonu Graubünden, převážně rétorománsky hovořící oblasti jsou vyznačeny fialově (rok 2000)

Poté, co se jazykové hranice mezi 15. a 18. stoletím relativně ustálily, byla rétorománština od 19. století stále více vytlačována němčinou. Většina oblasti Sutselva je dnes německy mluvící, mladí mluvčí rétorománštiny se zde vyskytují téměř jen v oblasti Schamserbergu. Také v horním Engadinu je rétorománština od konce 19. století v defenzivě, ale udržuje se mnohem lépe než v Sutselvě, a to díky tomu, že se rétorománština ve většině obcí stále vyučuje na základní škole. V oblasti Surmiran ve střední části kantonu Graubünden je třeba rozlišovat mezi oblastmi Sursès/Oberhalbstein a údolím řeky Albula: v Sursès je rétorománština stále pevně zakotvena a není přímo ohrožena, na rozdíl od údolí Albuly, jehož germanizace je v posledních desetiletích velmi intenzivní. Naproti tomu na západě a jihovýchodě Graubündenu se nacházejí oblasti s nejsilnější pozicí rétorománštiny: Surselva (včetně bočního údolí Lumnezia/Lugnez, které je z více než 90 % románské) a Dolní Engadin (včetně Val Müstair).
Obyvatelstvo kantonu Graubünden (Grigioni / Grischun) podle jazyků (2000):
- němčina: 127 755 (68 %)
- rétorománština: 27 038 (14 %)
- italština: 19 106 (10 %)
- ostatní: 13 159 (8 %)

## Rumantsch Grischun

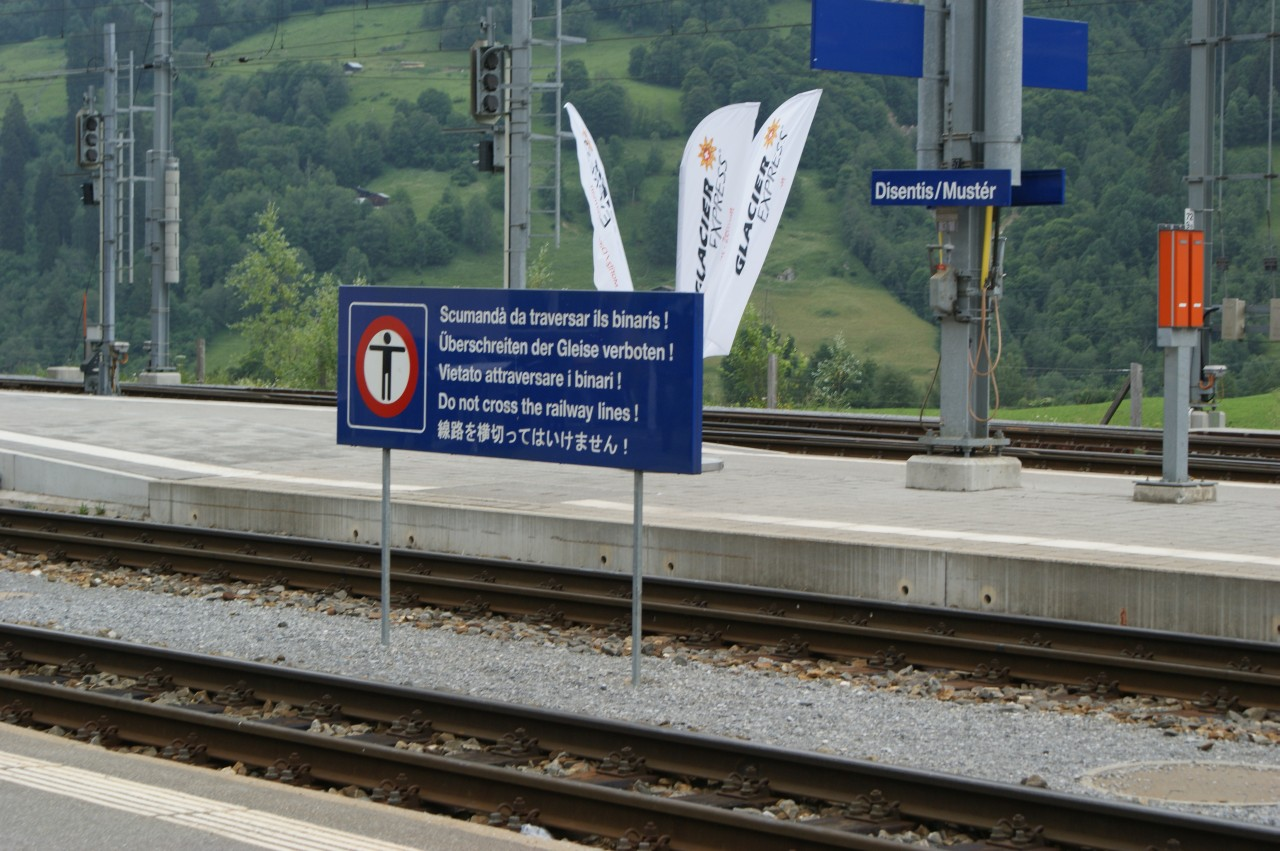
Mnohojazyčná tabule v železniční stanici Disentis/Mustér

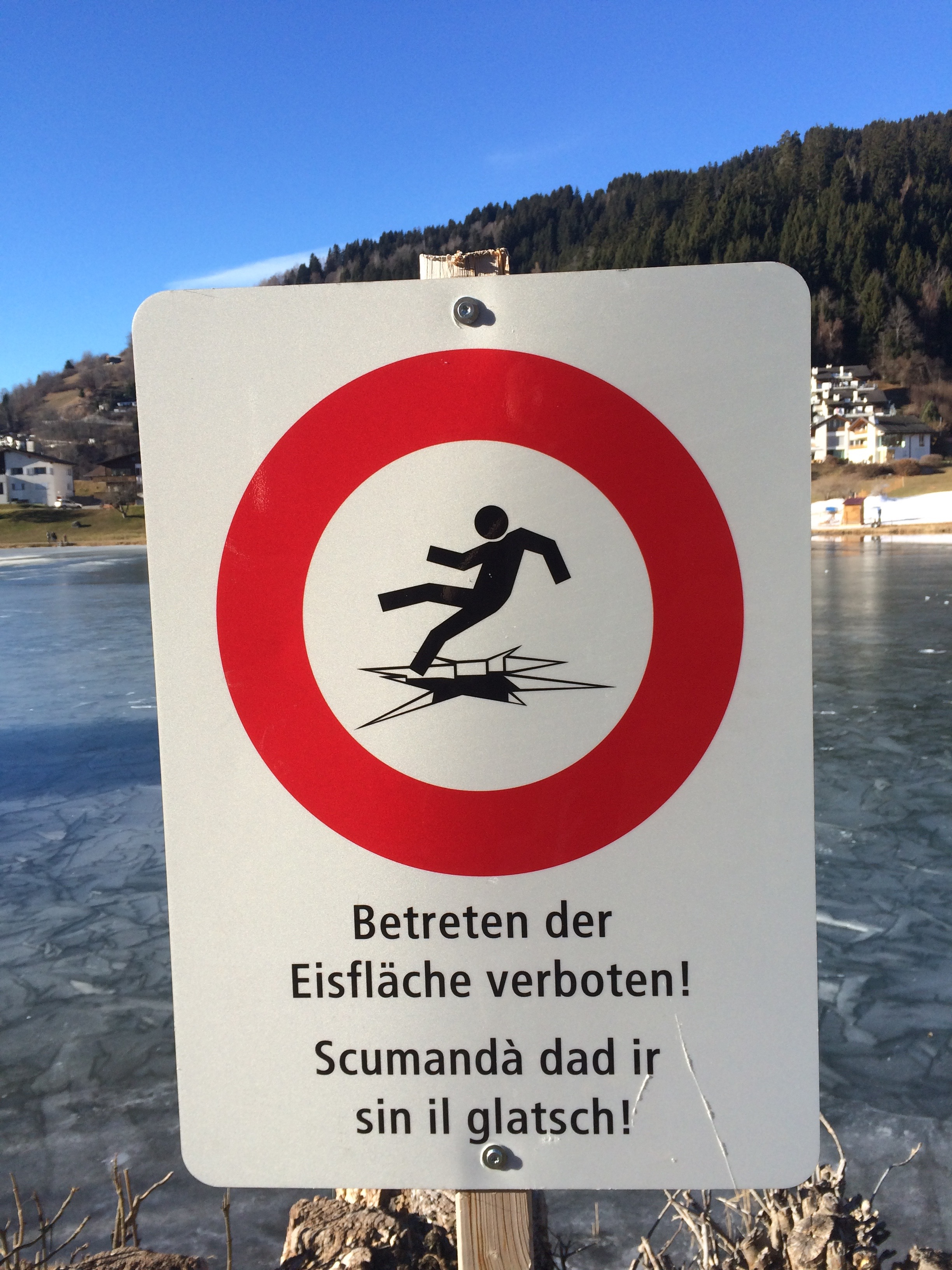
Dvojjazyčná tabule na jezeře Laaxersee

Rumantsch Grischun (v doslovném překladu graubündenská rétorománština) je společný spisovný jazyk pro rétorománské idiomy, který z iniciativy organizace Lia Rumantscha vytvořil v 70. a 80. letech 20. století jazykovědec Heinrich Schmid. Projektový tým pod vedením Georgese Darmse vypracoval slovní zásobu tohoto nového standardního jazyka, která byla vydána v podobě slovníku Pledari Grond. Od roku 2001 je Rumantsch Grischun úředním spisovným jazykem v kantonu Graubünden a ve Spolku pro komunikaci s románsky mluvícím obyvatelstvem; v románských komunitách však nadále slouží jako úřední jazyk příslušný idiom. Účelem společného spisovného jazyka je posílit rétorománštinu, a tím zachovat ohrožený jazyk.
Vznik jazyka Rumantsch Grischun nebyl příliš vřele přijat románským obyvatelstvem. Mnozí obyvatelé Graubündenu, nejen ti, kteří hovoří rétorománsky, se obávají, že by se umělý jazyk mohl stát hrobařem rétorománštiny. Jiní jsou optimističtější a poukazují na příklad spisovné němčiny, které se rovněž nepodařilo výrazněji ovlivnit různá nářečí německy mluvícího Švýcarska.
V srpnu 2003 rozhodl zemský sněm kantonu Graubünden, že Rumantsch Grischun bude zavedena jako spisovný jazyk ve všech školách s rétorománským jazykem a že nové učební materiály pro školy s rétorománským jazykem budou vydávány pouze v Rumantsch Grischun. Do té doby byly všechny výukové materiály publikovány ve všech pěti tradičních idiomech. Na jedné straně toto opatření umožňuje dosáhnout úspor při výrobě učebnic, na druhou stranu to oslabuje pozici rétorománštiny, zejména v silně germanizovaných oblastech s výrazně odlišným místním jazykem, protože děti se musí de facto učit druhou rétorománštinu, která je jim cizí. Nerománští mluvčí často nářeční rozdíly nesmírně podceňují, přestože jsou mnohem výraznější než například mezi jednotlivými dialekty německy mluvící části Švýcarska. Na provádění rozhodnutí parlamentu se vztahuje dvacetileté přechodné období. Podle současného právního stavu však nelze žádnou obec donutit, aby Rumantsch Grischun ve škole zavedla i později, ale pořízení vhodných výukových materiálů v idiomech bude stále obtížnější.
Vláda kantonu Graubünden vytvořila různé modely pro realizaci. Například model „pilotní obce“ předpokládá okamžité zavedení Rumantsch Grischun v pasivní formě, což znamená, že během dvouleté úvodní fáze se žáci učí Rumantsch Grischun pouze poslechem textů a písní. Teprve po této povinné fázi se Rumantsch Grischun učí také aktivně.
Jako první se pro pilotní model rozhodly obce v údolí Val Müstair, v nichž od roku 2005 probíhala pasivní fáze. Od školního roku 2007/2008 se žáci škol ve Val Müstair aktivně učí Rumantsch Grischun jako spisovný jazyk. Skutečnost, že obce v údolí Val Müstair byly první, kdo zavedl Rumantsch Grischun jako spisovný jazyk, není náhodná, protože už tamní spisovný jazyk vallader vykazoval velké rozdíly od jejich dialektu; navíc rétorománštinou (v podobě místního specifického dialektu jauer) aktivně mluví a pěstuje ji 95 % tamních obyvatel, takže Rumantsch Grischun většina obyvatel nevnímá jako ohrožení svého jazyka. Zastánci Rumantsch Grischun považují ztrátu starého spisovného jazyka za převáženou výhodou jednotného spisovného jazyka v celém kantonu.
Příkladu údolí Val Müstair následovaly i další obce kantonu, na jedné straně zejména ty, v nichž se mluví nářečím relativně blízkým Rumantsch Grischun, a na druhé straně ty, které jsou vystaveny silnému tlaku němčiny. Většina obcí v Oberhalbsteinu (obec Surses), údolí Albula (obec Albula/Alvra) a dolní Surselvě (zde nejprve obec Trin) tedy také zahájila pilotní fázi a v některých případech ji dokončila.
Mezitím však rodiče dětí ve Val Müstairu cítili ohrožení vlastního idiomu a nepovažovali jazyk Rumantsch Grischun za užitečný pro propagaci rétorománštiny. V březnu 2012 bylo v hlasování rozhodnuto, že se idiom vallader bude opět vyučovat ve školách. Od té doby nastal odklon od Rumantsch Grischun také v Oberhalbsteinu a v části obcí v dolní Surselvě. V oblasti Oberhalbstein se od školního roku 2020/21 místo Rumantsch Grischun opět vyučuje místní dialekt surmiran.

## Média
Radiotelevisiun Svizra Rumantscha, dceřiná společnost švýcarské veřejnoprávní mediální společnosti SRG SSR, provozuje Radio Rumantsch a Televisiun Rumantscha, vysílající v rétorománštině.

## Osobnosti

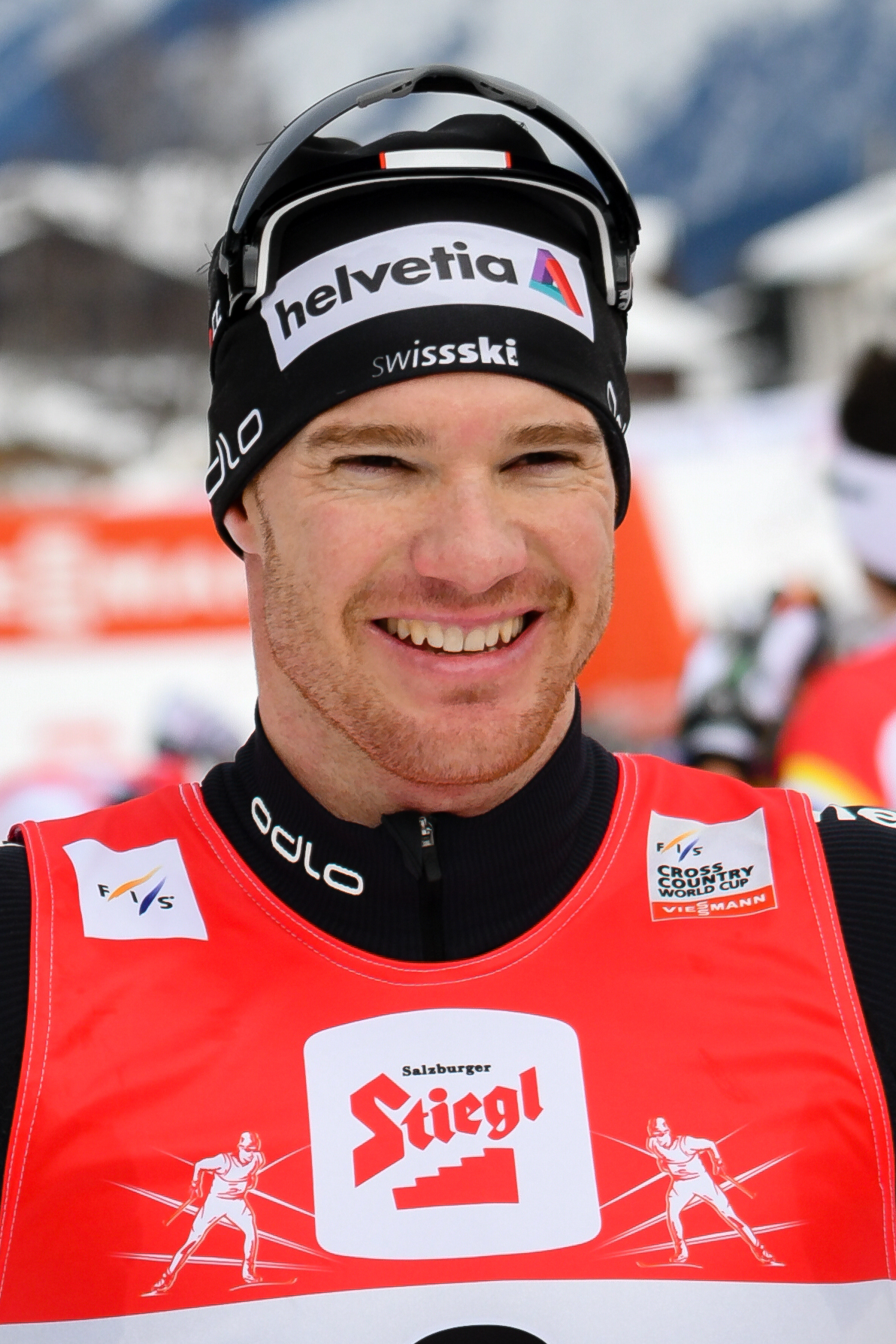
Dario Cologna

Rétorománštinu ovládá také řada známých osobností včetně sportovců, kteří pocházejí z Graubündenu.
- Corina Casanovová (* 1956), bývalá švýcarská spolková kancléřka (2008–2016), pochází z obce Ilanz/Glion (region Surselva)
- Dario Cologna (* 1986), běžec na lyžích, pochází z údolí Val Müstair (obec Santa Maria Val Müstair)
- Vitus Huonder (* 1942), římskokatolický biskup, bývalý biskup diecéze Chur (2007–2019), pochází z obce Trun (region Surselva)
- Carlo Janka (* 1986), alpský lyžař, pochází z obce Obersaxen (region Surselva)
- Nino Schurter (* 1986), cyklista v disciplíně cross-country, pochází z obce Lumnezia (region Surselva)
- Serafin Wiestner (* 1990), biatlonista, pochází z obce Ilanz/Glion (region Surselva)

## Příklady

### Číslovky
| Rétorománsky | Česky |
| in           | jeden |
| dus          | dva   |
| treis        | tři   |
| quater       | čtyři |
| tschun       | pět   |
| sis          | šest  |
| siat         | sedm  |
| otg          | osm   |
| nov          | devět |
| diesch       | deset |

## Užitečné fráze
| Rétorománsky      | Česky             |
| Allegra!          | Ahoj!             |
| A revair!         | Na shledanou!     |
| Bundi!            | Dobré ráno!       |
| Buna saira!       | Dobré odpoledne!  |
| Buna notg!        | Dobrý večer!      |
| Gea / Na          | Ano / Ne          |
| Per plaschair     | Prosím            |
| Grazia!           | Děkuji!           |
| Grazia fitg!      | Děkuji mnohokrát! |
| Stgisai           | Promiň            |
| Sanester / Dretch | Levý / Pravý      |